# Liste de peintures de Bronzino
Cette page non exhaustive fournit une liste chronologique de tableaux du peintre Bronzino, Angelo di Cosimo ou Agnolo di Cosimo dit le Bronzino ou Agnolo Bronzino (17 novembre 1503, Monticelli – 23 novembre 1572, Florence) peintre italien maniériste.
| Image | Titre                                                          | Date                  | Technique                           | Dimensions         | Lieu d'exposition                                   | Ville                 |
| ----- | -------------------------------------------------------------- | --------------------- | ----------------------------------- | ------------------ | --------------------------------------------------- | --------------------- |
|       |                                                                |                       |                                     |                    |                                                     |                       |
|       | Vierge à l'Enfant                                              | 1525-1526             | huile sur bois                      | 75 x 62 cm         | Galleria Corsini                                    | Rome                  |
|       | L'Archange Michel et le Démon                                  | env.1525              | huile sur bois                      | 94 × 59 cm         | Palazzo Madama                                      | Turin                 |
|       | Portrait de Lorenzo Lenzi                                      | 1527/1528             | huile sur bois                      | 90 x 71cm          | Pinacothèque du Château des Sforza                  | Milan                 |
|       | Vierge à l'Enfant et saint Jean Baptiste                       | 1527/1530             | huile sur bois                      | 81 x 57cm          | Art Institute                                       | Chicago               |
|       | Lamentation sur le Christ mort                                 | 1529                  | huile sur bois                      | 105 x 100cm        | Galerie des Offices                                 | Florence              |
|       | Pygmalion et Galatée                                           | 1529/1530             | huile sur toile                     | 81 x 63cm          | Galerie des Offices                                 | Florence              |
|       | Portrait de jeune homme au Luth                                | 1530/1532             | Détrempe sur bois                   | 94 x 79cm          | Galerie des Offices                                 | Florence              |
|       | Guidobaldo II della Rovere                                     | 1531/1532             | huile sur bois                      | 114 x 86cm         | Galerie des Offices                                 | Florence              |
|       | Portrait allégorique de Dante Alighieri                        | 1532/1533             | huile sur toile                     | 130 x 136cm        | coll.privée                                         | -                     |
|       | Le Supplice de Marsyas                                         | 1532/1533             | huile sur bois                      | 48x119cm           | Musée de l'Ermitage                                 | Saint-Pétersbourg     |
|       | Portrait d'un jeune en Saint-Sébastien                         | env.1533              | huile sur bois                      | 87x76,5cm          | Musée Thyssen-Bornemisza                            | Madrid                |
|       | Portrait de la Dame au petit chien                             | 1537/1540             | huile sur bois                      | 70,5x90cm          | Städel Museum                                       | Francfort-sur-le-Main |
|       | Portrait de la Dame en vert                                    | 1530/1532             | huile sur bois                      | 76x66cm            | Royal Collection Château de Windsor                 | Windsor               |
|       | Portrait de Cosme Ier de Médicis en Orphée                     | 1537                  | huile sur bois                      | 94x76cm            | Philadelphia Museum of Art                          | Philadelphia          |
|       | Adoration des bergers                                          | 1539                  | huile sur toile                     | 127x101cm          | Szépmüvészeti Múzeum                                | Budapest              |
|       | Sainte Famille avec saint Jean Baptiste                        | 1540                  | huile sur bois                      | 117x89cm           | Galerie des Offices                                 | Florence              |
|       | Portrait de Bartolomeo Panciatichi                             | 1540                  | huile sur bois                      | 104x85cm           | Galerie des Offices                                 | Florence              |
|       | Portrait de Lucrezia Panciatichi                               | 1540                  | huile sur bois                      | 101x82cm           | Galerie des Offices                                 | Florence              |
|       | Portrait d'Ugolino Martelli                                    | 1540                  | huile sur bois                      | 102x85cm           | Gemäldegalerie                                      | Berlin                |
|       | Christ en croix                                                | env.1540              | huile sur bois                      | 145x115cm          | musée des Beaux-Arts                                | Nice                  |
|       | Portrait de vieille femme                                      | env.1540              | huile sur bois                      | 127c100cm          | Fine Art Museum                                     | San Francisco         |
|       | Madone Stroganoff                                              | début des années 1540 | détrempe sur bois                   | 117x99cm           | Musée des Beaux-Arts Pouchkine                      | Moscou                |
|       | Chapelle d'Eleonora de Tolède - Saint Michel                   | 1540/1545             | fresque                             | -                  | Palazzo Vecchio                                     | Florence              |
|       | Allégorie du triomphe de Vénus                                 | 1540/1545             | huile sur bois                      | 146x116cm          | National Gallery                                    | Londres               |
|       | La Traversée de la Mer rouge                                   | 1541/1542             | Fresque                             | -                  | Palazzo Vecchio                                     | Florence              |
|       | Portrait de Bia de Médicis                                     | 1542/1545             | huile sur bois                      | 63x48cm            | Galerie des Offices                                 | Florence              |
|       | Saint Jean Baptiste                                            | 1542/1545             | huile sur bois                      | 154x53cm           | Getty Center                                        | Los Angeles           |
|       | Portrait de Cosimo de Médicis                                  | 1543                  | huile sur bois                      | 74x58cm            | Galerie des Offices                                 | Florence              |
|       | Portrait d'Éléonore de Tolède                                  | 1543                  | huile sur bois                      | 46x59cm            | National Gallery Prague                             | Prague                |
|       | Portrait de Cosme Ier de Médicis en armure                     | 1545                  | huile sur bois                      | 117x98cm           | Galerie d'art de Nouvelle-Galles du Sud             | Sydney                |
|       | Vierge à l'Enfant avec sainte Élisabeth et saint Jean-Baptiste | 1540/1545             | huile sur bois                      | 103x83cm           | GettyCenter                                         | Los Angeles           |
|       | Portrait d'Eléonore de Tolède et de son fils                   | 1544/1545             | huile sur bois                      | 115x96cm           | Galerie des Offices                                 | Florence              |
|       | La Déploration sur le Christ mort                              | 1545                  | huile sur bois                      | 268x173cm          | Musée des Beaux-Arts                                | Besançon              |
|       | Portrait d'Andrea Doria en Neptune                             | 1545/1546             | huile sur toile                     | 115x53cm           | Pinacothèque Brera                                  | Milan                 |
|       | Portrait de jeune homme tenant une statuette                   | env.1550              | huile sur bois transférée sur toile | 99x79cm            | Musée du Louvre                                     | Paris                 |
|       | Portrait de Stefano Colonna                                    | 1546                  | détrempe sur bois                   | 125x95cm           | Galerie nationale de l'Art Antique                  | Rome                  |
|       | Lamentation sur le Christ                                      | 1546/1548             | Détrempe sur bois                   | 115x100cm          | Galerie des Offices                                 | Florence              |
|       | Portrait d'une jeune inconnue                                  | 1548/1550             | Détrempe sur bois                   | 58x46cm            | Galerie des Offices                                 | Florence              |
|       | Vénus, Cupidon et la Jalousie                                  | 1548/1550             | huile sur bois                      | 192x142cm          | Musée des Beaux Arts                                | Budapest              |
|       | Portrait de Dame                                               | 1550                  | huile sur bois                      | 81.5 x 68.5 x 5 cm | Cleveland Museum of Art                             | Cleveland             |
|       | Portrait de Grazia de Médicis                                  | env.1550              | huile sur bois                      | 48x38cm            | Musée du Prado                                      | Madrid                |
|       | Portrait de Pierantonio Bandini                                | 1550/1555             | huile sur toile                     | 107x83cm           | Musée des beaux-arts du Canada                      | Ottawa                |
|       | Portrait de Dame                                               | 1550/1555             | huile sur bois                      | 109x85cm           | Galerie de Savoie                                   | Turin                 |
|       | Sainte Famille avec sainte Anne et saint Jean Baptiste         | 1550                  | huile sur bois                      | 129x101cm          | Kunsthistorisches Museum                            | Vienne                |
|       | Portrait de Marie de Médicis                                   | 1551                  | huile sur bois                      | 52x38cm            | Galerie des Offices                                 | Florence              |
|       | Portrait de François Ier de Médicis                            | 1551                  | huile sur bois                      | 58x41cm            | Galerie des Offices                                 | Florence              |
|       | Portrait de Ludovico Capponi il giovane                        | 1551/1555             | huile sur bois                      | 117x86cm           | The Frick Collection                                | New York              |
|       | Descente du Christ dans les Limbes                             | 1552                  | huile sur bois                      | 443x291cm          | Basilique Santa Croce                               | Florence              |
|       | Résurrection (commandée par les trois frères Guadagni en 1548) | 1552                  | huile sur bois                      | -                  | chapelle de la résurrection - Santissima Annunziata | Florence              |
|       | Portrait De Luca Martini                                       | 1552                  | huile sur bois                      | 58, 5x41,5cm       | coll.particulière                                   |                       |
|       | le Nain Morgante (de face et de dos)                           | 1552                  | huile sur bois                      | -                  | Galerie des Offices                                 | Florence              |
|       | Portrait de Laura Battiferro                                   | 1552/1555/1560        | huile sur bois                      | 83x60cm            | Palazzo Vecchio                                     | Florence              |
|       | La Déposition de Croix                                         | 1553                  | huile sur bois                      | 243x174cm          | Chapelle Eleonora de Tolède - Palazzo Vecchio       | Florence              |
|       | Vénus, Cupidon et un satyre                                    | 1553/1555             | huile sur bois                      | 135x231cm          | Palais Colonna - Galleria Colonna                   | Rome                  |
|       | Portrait de Luca Martini                                       | 1555/1556             | huile sur bois                      | 101x79cm           | Galerie des Offices                                 | Florence              |
|       | Christ portant la Croix                                        | 1555/1560             | huile sur bois                      | ?                  | coll.privée                                         | New York              |
|       | Saint Barthélemy                                               | 1556                  | huile sur bois                      | 94x156cm           | Galleria dell'Accademia di San Luca                 | Rome                  |
|       | Saint André                                                    | 1556                  | huile sur bois                      | 90x160cm           | Galleria dell'Accademia di San Luca                 | Rome                  |
|       | Portrait de Cosme Ier de Médicis à 40 ans                      | 1560                  | huile sur bois                      | 82x62cm            | Collection Alana                                    | Newark                |
|       | Saint Jean Baptiste                                            | 1560/1561             | huile sur bois                      | 120x92cm           | Galleria Borghese                                   | Rome                  |
|       | Noli me Tangere                                                | 1561                  | huile sur bois                      | 289x194cm          | Musée du Louvre                                     | Paris                 |
|       | Déposition                                                     | 1561                  | huile sur bois                      | 350x251cm          | Galleria dell'Accademia                             | Florence              |
|       | Allégorie de la Félicité                                       | 1567                  | huile sur cuivre                    | 40x30cm            | Galerie des Offices                                 | Florence              |
|       | Martyre de saint Laurent                                       | 1569                  | fresque                             | -                  | Basilique San Lorenzo                               | Florence              |
|       | Pietà                                                          | 1569                  | huile sur bois                      | -                  | Basilique santa Croce                               | Florence              |
|       | Résurrection de la fille de Jaïre (dernière œuvre de Bronzino) | 1572                  | huile sur bois                      | -                  | Basilique Santa Maria Novella                       | Florence              |